# Antheuil-Portes
Antheuil-Portes település Franciaországban, Oise megyében. Lakosainak száma 410 fő (2022. január 1.). Antheuil-Portes Braisnes-sur-Aronde, Gournay-sur-Aronde, Marquéglise, Monchy-Humières, Ressons-sur-Matz és Vignemont községekkel határos.

## Népesség
A település népességének változása:
| Lakosok száma | 416  | 412  | 418  | 409  | 412  | 414  | 417  | 413  | 410  |
|               | 2013 | 2015 | 2016 | 2017 | 2018 | 2019 | 2020 | 2021 | 2022 |